# Охота на гауляйтера
«Охота на гауляйтера» — многосерийный художественный фильм 2012 года совместного производства УП «Национальная киностудия «Беларусьфильм» (Беларусь) и ООО «Стар Медиа Дистрибьюшн» (Россия). В фильме переплетены исторический роман, военно-психологическая драма и любовные линии на фоне борьбы партизанского подполья с немецкой оккупацией Белоруссии. В основе сюжета — одна из версий уничтожения в сентябре 1943 года главы оккупационной администрации Белоруссии Вильгельма Кубе, за совершение этого подвига Мария Осипова и Елена Мазаник получили звания Героя Советского Союза.
В ноябре 2012 года телесериал был продемонстрирован на телеканале «Интер» (Украина).

## Сюжет
Галина Помазан и её сестра Валентина с сыном не смогли эвакуироваться и остались в оккупированном нацистами Минске. Их старый дом попал в квартал еврейского гетто, и они вынуждены жить в чужой квартире. После возвращения с работ, они находят тяжело раненного мужчину в советской форме. Галина убеждает Валентину, что нельзя оставить человека в таком состоянии. Из документов Галя узнаёт, что его зовут Яков Ковельский. Но она пока не знает, что это не настоящее имя. Благодаря заботам сестёр Якову становится лучше. Галина влюбляется в своего подопечного, и Яков отвечает ей взаимностью.
В Минске остаётся и убеждённая коммунистка, юрист Верховного суда БССР Мария Архипова. Она получила задание наладить связи с нужными людьми и создать подпольную организацию из коммунистов и комсомольцев. После успешной операции по освобождению пленных и обстрела кортежа семьи Краубе Мария получает главное задание – уничтожить гауляйтера.
Галина устраивается уборщицей в немецкое общежитие ради хорошего пайка и доступа к лекарствам. Узнав, что до войны она работала официанткой в столовой НКВД, её переводят на новую работу в ресторан, где немецкие офицеры проводят свободное время. Эффектная молодая женщина привлекает внимание генерального комиссара Белоруссии Вильгельма Краубе. Он берёт её в качестве горничной и гувернантки в свой дом.
Архипова пытается подобраться к непосредственному окружению гауляйтера. Идеальной исполнительницей покушения на Краубе она видит Галину. Мария знает о Якове – «болевой точке», благодаря которой она может надавить на беспартийную Помазан. Архипова убеждает Галину выполнить задание партии и установить мину под кроватью Краубе.
За свой подвиг обе женщины получают высокие звания Героя Советского Союза. После войны дороги Архиповой и Помазан расходятся. В 1973 году их вместе приглашают на съезд комсомола Белорусской ССР. Встреча приводит к скандалу: Архипова набрасывается на Помазан. Полковник КГБ, знавший обеих женщин в 1943, должен замять неприятный инцидент. Бывшие боевые подруги не должны были встречаться, ведь воспоминания о нанесённых друг другу ранах всё ещё свежи, а их версии устранения гауляйтера Краубе отличаются от парадной официальной версии.

## В ролях
| Актёр                | Роль                                                                                      |
| -------------------- | ----------------------------------------------------------------------------------------- |
| Анастасия Заворотнюк | Галина Помазан                                                                            |
| Мария Машкова        | Мария Архипова                                                                            |
| Александр Дьяченко   | Яков Николаевич Архипов / Сергей Порываев                                                 |
| Людмила Чурсина      | Галина Васильевна Помазан в 70-е годы                                                     |
| Лариса Лужина        | Мария Андреевна Архипова в 70-е годы                                                      |
| Сергей Белякович     | Андрей Силантьев                                                                          |
| Борис Галкин         | Андрей Николаевич Силантьев в 70-е годы                                                   |
| Ирина Бякова         | Валентина Шуцкая, сестра Галины                                                           |
| Андрей Межулис       | Давид Самуилович Клейман, майор, куратор партизанского отряда                             |
| Уве Йеллинек         | Вильгельм Краубе                                                                          |
| Урсула Готтвальд     | Анита Краубе, жена гауляйтера                                                             |
| Дирк Мартенс         | Курт фон Готтенберг                                                                       |
| Нильс Неллессен      | Клаус Шиман                                                                               |
| Кристина Кляйн       | Фрау Лора Мозер, сотрудница службы безопасности, специалист по женскому персоналу         |
| Дмитрий Пустильник   | Александр Терлецкий, муж Помазан                                                          |
| Дарья Баранова       | Антонина                                                                                  |
| Андрей Сенькин       | Вася Шумилов                                                                              |
| Алексей Вертинский   | Лазарь                                                                                    |
| Андрей Олиференко    | Цанава                                                                                    |
| Владимир Воронков    | Николай Петрович Фролов, секретарь Минского горкома КП(б)Б, командир партизанского отряда |

## Съёмочная группа
- Сценарист: Игорь Тер-Карапетов при участии Ольги Сиваковой
- Режиссёр-постановщик: Олег Базилов
- Второй режиссёр: Наталья Дроздова
- Оператор-постановщик: Сергей Павленко
- Композитор: Сергей Круценко
- Режиссёры монтажа: Евгений Горячев, Ольга Ковальчук
- Звукорежиссёр: Алексей Майсеенко, Александр Осадчий
- Художник-постановщик: Александр Холодцов
- Художник по костюмам: Елена Игруша, Наталья Одинцова
- Художник по гриму: Людмила Серёгина

## Мнение создателей и исполнителей, значение ролей
Мы не говорим, что у нас документальная история, нет конечно. Это военная драма. Конечно, она только основана на тех событиях, которые только послужили источником вдохновения для написания сценария. Многое мы добавили от себя для того, чтобы больше раскрыть характеры. Это две главные героини, которые для меня олицетворяют две разные философии жизни: Мария Машкова - это «женщина борьбы», а Заворотнюк - это «женщина дома». Две таких разных жизненных позиции, вот они сталкиваются вокруг одной детективной линии.
Конечно, мы не пытаемся следовать документальному образу, какой была настоящая Галина Мазаник. Она у нас такая хрупкая для того, чтобы ей тяжелее было выживать. Мы даже изменили фамилии для того, чтобы нас зритель не пытался судить по документам. 
Для меня эта история интересна тем, что там можно родить в зрителях споры : кто прав, кто виноват. Чем больше у зрителей будет споров, тем лучше я выполнил свою задачу.
— Режиссёр О. Базилов для передачи «Культурные люди» (Беларусь 1), ноябрь 2011

На самом деле я очень давно хотела сыграть эту женщину. И два года охотилась уже за этим сценарием. По-настоящему охотилась. И когда уже я столкнулась с вот этим сценарием, я абсолютно просто заболела и поняла, что её никто не сыграет, её сыграю только я. 
Само историческое событие оно настолько мощное, настолько яркое... и сами персоны. Здесь нет хороших и нет плохих, исключая конечно сам факт фашизма. Что такое герой вообще, что толкает человека на какой-то героический поступок? Да ничего не толкает его, вдруг просто так сложились обстоятельства, и он это делает, не чувствуя себя героем и не получая от этого удовольствия. Моя героиня совершает подвиг не от того, что она родину любила, за Сталина рвалась, фактически по нашей версии. Всё не оттого что, а вопреки, всё время перевертыши, и нет ответов, как нет ответов по-настоящему на самом деле ни в чём. 
Такую роль получить - это не часто в жизни случается, и чисто по-человечески для меня очень важно было в этой истории сказать спасибо и какой-то такой поклон передать тем людям, кто... Вы сами понимаете.— Актриса А. Заворотнюк для передачи «Кинопробы» (Беларусь-ТВ), ноябрь 2011
Благодаря участию в фильме Анастасия Заворотнюк разрушила амплуа легкомысленной «прекрасной няни» и заявила о себе как о глубокой драматической актрисе.